# Risk
| Críticas profissionais                                                      | Críticas profissionais |
| Avaliações da crítica                                                       | Avaliações da crítica  |
| Fonte                                                                       | Avaliação              |
| --------------------------------------------------------------------------- | ---------------------- |
| allmusic                                                                    | [ 1 ]                  |
| Sputnikmusic                                                                | [ 2 ]                  |
| Los Angeles Times                                                           | [ 3 ]                  |
| Metal Forces                                                                | [ 4 ]                  |
| Esta tabela precisa de ser acompanhada por texto em prosa. Consulte o guia. |                        |

Risk é o oitavo álbum de estúdio lançado pela banda de heavy metal Megadeth, em agosto de 1999. É o último álbum gravado com o guitarrista Marty Friedman, que deixou a banda em março de 2000.
O lançamento do álbum trouxe aos ouvintes do gênero e aos fãs da banda uma nova dinâmica em sua sonoridade, no qual a mesma se mostrava mais alternativa e voltada para o lado comercial. Com músicas mais simples, Risk foi motivo de muitas críticas perante aos críticos da época, e até hoje é tido como o álbum ''mais fraco'' da banda por grande parte da crítica e dos fãs mais conservadores da banda. O álbum, apesar de não ter tido tanto sucesso como os álbuns anteriores, rendeu disco de ouro ainda em 1999, tendo vendido mais de 850 000 cópias nos EUA até o fim daquele ano.

## Faixas
Todas faixas escritas e compostas por Dave Mustaine, exceto onde anotado.
| N.º            | Título                                       | Letras                   | Música                        | Duração |  |
| 1.             | "Insomnia" (4:16 na reedição de 2004)        |                          |                               | 4:34    |  |
| 2.             | "Prince of Darkness"                         |                          | Dave Mustaine, Marty Friedman | 6:25    |  |
| 3.             | "Enter the Arena" (0:44 na reedição de 2004) | Mustaine, Bud Prager     |                               | 0:52    |  |
| 4.             | "Crush 'Em"                                  | Mustaine, Prager         | Mustaine, Friedman            | 4:57    |  |
| 5.             | "Breadline"                                  | Mustaine, Prager         | Mustaine, Friedman            | 4:24    |  |
| 6.             | "The Doctor Is Calling"                      | Mustaine, Prager         | Mustaine, Friedman            | 5:40    |  |
| 7.             | "I'll Be There" (5:13 na reedição de 2004)   | Mustaine, Prager         | Mustaine, Friedman            | 4:20    |  |
| 8.             | "Wanderlust" (5:48 na reedição de 2004)      |                          | Mustaine, Friedman            | 5:22    |  |
| 9.             | "Ecstasy"                                    |                          | Mustaine, Friedman            | 4:28    |  |
| 10.            | "Seven" (4:46 na reedição de 2004)           | Mustaine, David Ellefson |                               | 5:00    |  |
| 11.            | "Time: The Beginning"                        | Mustaine, Ellefson       |                               | 3:04    |  |
| 12.            | "Time: The End" (2:41 na reedição de 2004)   |                          |                               | 2:28    |  |
| Duração total: | Duração total:                               | Duração total:           | Duração total:                | 51:34   |  |

| Faixas bônus da edição japonesa |                    |         |  |
| N.º                             | Título             | Duração |  |
| 13.                             | "Duke Nukem Theme" | 3:54    |  |

| Faixas bônus do remaster de 2004 |                                      |         |  |
| N.º                              | Título                               | Duração |  |
| 13.                              | "Insomnia" ((Jeff Balding mix))      | 4:19    |  |
| 14.                              | "Breadline" ((Jack Joseph Puig mix)) | 4:28    |  |
| 15.                              | "Crush 'Em" ((Jock mix))             | 5:10    |  |

## Integrantes
- Dave Mustaine - Vocal e guitarra
- Marty Friedman - Guitarra
- David Ellefson - Baixo e vocal de apoio
- Jimmy DeGrasso - Bateria